# Dumitru Pustai
Dumitru Pustai este un fost senator român în legislatura 1992-1996 ales în județul Alba pe listele partidului PUNR. Dumitru Pustai a fost membru în comisia juridică, de numiri, disciplină, imunități și validări.

## Legaturi externe
- Dumitru Pustai Arhivat în 22 august 2016, la Wayback Machine. la cdep.ro